# Пардо, Фелипе (поэт)
Фелипе Па́рдо-и-Алья́га (исп. Felipe Pardo y Aliaga; 11 июня 1806, Лима — 24 декабря 1868, там же) — перуанский поэт-сатирик, драматург, писатель

, редактор, юрист, политик, государственный и дипломатический деятель. Член Королевской академии испанского языка (с 1860).

## Биография
Родился в аристократической семье, связанной с колониальным правящим классом. Сын бывшего регента Королевской аудиенсии и канцелярии Лимы (Вице-королевство Перу), Мануэля Пардо Рибаданейры и маркизы Марианы де Алиага, потомок Херонимо де Алиага, одного из испанских конкистадоров.
В 1821 году, после провозглашения независимости Перу, его отец с семьёй переехал в Испанию. Там Фелипе учился под руководством Альберто Листа в Коллегии Сан-Матео. Позже получил классическое образование.
В 1828 году вернулся в Перу, где был преподавателем математики и философии в семинарии Санто-Торибио. Изучал право в университете Сан-Маркос.
С 1830 года редактировал официальную газету El Conciliador. В том же году был назначен секретарём перуанского представительства в Боливии. Позже стал полномочным министром Перу в Испании.
В 1843—1844 и 1848—1849 годах — министр правительства и иностранных дел. Издавал газету La Guardia Nacional (1844).

## Творчество
Видный представитель костумбризма, стоял у истоков литературы Перу.
Поэт-сатирик, политический писатель, эссеист, драматург.
Его сын Мануэль Пардо — политик, первый гражданский президент Перу, а внук — Хосе Пардо-и-Барреда, дважды был президентом страны.

### Эссе
- Un viaje 1840 «El viaje del niño Goyito»[4]

### Поэзия
- El carnaval de Lima, 1929
- La jeta del guerrero, 1925
- La nariz
- Los paraísos de Sempronio
- El ministro y el aspirante
- A mi levita
- Qué guapos chicos
- Corrida de toros
- La lámpara, 1844
- A mi hijo en sus días, 1855
- Vaya una República, 1856
- El Perú, 1856
- Constitución política, 1859

### Пьесы
- Frutos de la educación, 1830
- Una huérfana en Chorrillos, 1833
- Don Leocadio y el aniversario de Ayacucho, 1833